# Hèlia
Hèlia és un nom propi (prenom) femení, d'origen grec, variant, potser per abreujament d'Helíada.
És una variant, potser per abreujament del nom Helíada, transcripció del grec Ἡλιάδα, «filla d'Hèlios», «filla del sol», «consagrada al sol». Si el nom és pres directament del grec, es podria interpretar com a «resplendent com el sol».
Sobre la confusió amb la forma Èlia, vegeu Èlia. Seguint les normes ben establertes de transcripció dels noms grecs al català, com que en grec la vocal inicial porta esperit aspre, en català cal escriure aquest mot amb hac inicial (igual que Hèlios, «sol», amb el qual es relaciona). Cal tenir en compte, en canvi, que en italià no es fa servir en general la hac inicial i d'aquí segurament el fet que estigui molt més estesa en català la forma Èlia que Hèlia, ja que la font principal de vides de sants és una enciclopèdia, en dotze volums (a més dels volums d'índex i apèndixs), escrita en italià (vegeu la Bibliografia).
És un nom poc estès a Catalunya, si bé els últims anys la seva freqüència ha augmentat una mica i en la dècada del 2010 al 2019 s'ha posat 22 vegades. Aquestes són dades de l'Institut d'Estadística de Catalunya, l'Idescat.

## Festa onomàstica
Santa Hèlia se celebra el 20 de juny en commemoració d'Hèlia (anomenada també Helíada), cinquena abadessa del monestir d'Öhren, prop de Trèveris, que morí cap a l'any 750 dC.

## Formes en altres llengües
- Alemany: Helia
- Espanyol: Helia (però sovint escrit Elia)
- Italià: Elia
- Llatí: Heliada
- Grec: Ἡλιάδα